# アーサー・ホプキンス
アーサー・ホプキンス（英語: Arthur Hopkins, 1878年10月4日 - 1950年3月22日）は、アメリカ合衆国の劇作家、演出家、演劇プロデューサー、映画監督、脚本家、映画プロデューサーである。

## 人物・来歴
1878年10月4日、オハイオ州クリーブランドに生まれる。
1918年10月3日、レフ・トルストイの戯曲『生ける屍』を英語で初演する。タイトルはRedemption（「贖罪」の意）で、これを元に、1930年、フレッド・ニブロを監督に起用し、映画『生ける屍』をプロデュースしている。
エルマー・ライス、ユージン・オニールらともに、アメリカの表現主義演劇を推進した。
1927年9月1日、オリジナルの戯曲『バーレスク』をブロードウェイで初演する。同作を原作として、ミッチェル・ライゼンが監督して『踊る人生』（1929年）、『スイング』（1937年）の2回にわたり映画化し、ウォルター・ラングが監督し、1948年、When My Baby Smiles at Meのタイトルで3度目の映画化をしている。
1950年3月22日、ニューヨーク州ニューヨーク市で死去した。満71歳没。

## おもなフィルモグラフィ
- 『永劫のマグダレン』 The Eternal Magdalene : 1919年 - 監督
- Paris Bound : 監督エドワード・H・グリフィス、1929年 - プロデューサー
- 『踊る人生』 The Dance of Life : 監督ミッチェル・ライゼン、1929年 - 原作
- 『生ける屍』 Redemption : 監督フレッド・ニブロ、1930年 - プロデューサー・原作
- Rebound : 監督エドワード・H・グリフィス、1931年 - 舞台プロデューサー
- His Double Life : 1933年 - 監督・プロデューサー・脚色
- 『スイング』 Swing High, Swing Low : 監督ミッチェル・ライゼン、1937年 - 原作
- When My Baby Smiles at Me : 監督ウォルター・ラング、1948年 - 原作

## おもなテアトログラフィ
- 『生ける屍』 Redemption : 1918年
- 『バーレスク』 : 1927年

## 註
1. ↑  Redemption - インターネット・ブロードウェイ・データベース（英語）, 2009年12月7日閲覧。
2. ↑  Burlesque - インターネット・ブロードウェイ・データベース（英語）, 2009年12月7日閲覧。